# Лунги (Сьерра-Леоне)
Лунги(англ. Lungi) — город на атлантическом побережье на западе Сьерра-Леоне, на территории Северной провинции. Входит в состав округа Порт-Локо. Город находится примерно в 64 км к северу от столицы округа Порт-Локо, и по переписи 2004 года в нём проживало 4185 человек.

## История
Дала Моду Думбуя, торговец народности Сусу из Вонкафонга, Сумбуя, поселился здесь в 1806 году, прожив во Фритауне более десяти лет. Однако его обвинили в работорговле. При Дала Моду это место стало важным торговым центром между Фритауном и реками дальше на север. Это был также главный мусульманский центр на этом участке побережья. Раньше город назывался Мадина, но теперь это название используется для Мадины в округе Порт-Локо, небольшого поселения на юге.
В настоящее время Лунги наиболее известен тем, что здесь находится единственный международный аэропорт в Сьерра-Леоне — международный аэропорт Лунги. Лунги отделён от столицы Сьерра-Леоне Фритауна рекой Сьерра-Леоне. В городе расположены некоторые из самых роскошных отелей и ресторанов Сьерра-Леоне .
Из Лунги часто отправляются коммерческие вертолёты, суда на воздушной подушке, автобусы и паромы во Фритаун и другие части Сьерра-Леоне.
В рамках плана развития инфраструктуры президент Джулиус Маада Био планируется превратить Лунги в финансовый центр.